# Ray Teal
Ray Teal (Grand Rapids (Michigan), 12 januari 1908 – Santa Monica, 2 april 1976) was een Amerikaanse acteur. In de loop van zijn lange carrière verscheen hij in meer dan 200 films. Hij werd in de jaren 1960 bekend om zijn rol als sheriff Roy Coffee in de westernserie Bonanza.

## Biografie
Ray Teal werd op de universiteit al opgemerkt als een getalenteerde saxofonist. Na het voltooien van zijn studie werkte hij aanvankelijk als orkestleider in de muziekbusiness. In 1937 ging Teal acteren na het spelen van een bandleider in de film Sweetheart of the Navy. Meestal moest de karakteracteur het in de volgende decennia doen met kleine optredens, slechts af en toe nam hij grote ondersteunende rollen op zich. Desalniettemin was hij met meer dan 200 films - vooral westerns - een drukke acteur, die bijzonder vaak gezagsdragers zoals politieagenten of officieren belichaamde. Teal speelde ook slechte en stoere personages, zoals antisemiet in het Oscarwinnende drama The Best Years of Our Life (1946) van William Wyler naast Dana Andrews en als hebzuchtige barman in The Wild One (1953) naast Marlon Brando. Hij speelde ook een belangrijke rol in de klassieke film Judgement of Nuremberg (1961) als rechter van Spencer Tracy, waar zijn karakter het standpunt innam dat voormalige nazi-rechters niet te hard gestraft moesten worden.
De rol van sheriff Roy Coffee, die hij tussen 1960 en 1972 in in totaal 98 afleveringen van de westernserie Bonanza speelde, bracht hem echter meer bekendheid. Hij speelde eerder sheriff met Kirk Douglas in het cynische drama Ace in the Hole (1951) van Billy Wilder. Op televisie speelde hij ook in andere terugkerende rollen als Sheriff Snead in de serie Disney Land en de rol van Jim Teal in Lassie. In tegenstelling tot veel van zijn canvasfiguren, werd Teal herhaaldelijk beschreven als een plezierige en gezellige collega. Zijn laatste rol was in 1974 als rechter in de televisiefilm The Hanged Man, twee jaar later stierf hij op 74-jarige leeftijd. Hij was getrouwd met Louise Laraway Teal (1900-1998) en werd begraven op de Holy Cross Cemetery in Culver City.

## Filmografie
- 1937: Sweetheart of the Navy
- 1937: Zorro Rides Again
- 1940: Kitty Foyle
- 1940: I Love You Again
- 1940: Northwest Passage
- 1940: Strange Cargo
- 1941: Sergeant York
- 1941: Ziegfeld Girl
- 1941: They Died with Their Boots On
- 1941: Shadow of the Thin Man
- 1942: Woman of the Year
- 1943: Madame Curie
- 1944: None Shall Escape
- 1944: Main Street Today
- 1944: An American Romance
- 1944: Bathing Beauty
- 1944: Wing and a Prayer
- 1944: The Princess and the Pirate
- 1944: Nothing But Trouble
- 1944: Hollywood Canteen
- 1945: Anchors Aweigh
- 1945: Back to Bataan
- 1945: The Thin Man Goes Home
- 1945: Ziegfeld Follies
- 1945: Along Came Jones
- 1945: Captain Kidd
- 1945: The Clock
- 1945: Wonder Man
- 1945: A Gun in His Hand korte film
- 1946: The Harvey Girls
- 1946: The Best Years of Our Lives
- 1946: Canyon Passage
- 1946: Decoy
- 1947: Brute Force
- 1947: Unconquered
- 1947: My Favorite Brunette
- 1947: Persued
- 1947: Road to Rio
- 1947: Dead Reckoning
- 1947: The Long Night
- 1947: The Sea of Grass
- 1948: The Snake Pit
- 1948: Road House
- 1948: The Man from Colorado
- 1948: Raw Deal
- 1948: Joan of Arc
- 1949: Samson and Delilah
- 1950: Ambush
- 1950: No Way Out
- 1950: The Men
- 1950: The Asphalt Jungle
- 1950: Where Danger Lives
- 1950: Our Very Own
- 1950: Quicksand
- 1950: Winchester '73
- 1950: Gun Crazy
- 1951: Ace in the Hole
- 1951: Distant Drums
- 1952: Carrie
- 1952: Jumping Jacks
- 1953: The Wild One
- 1954: The Command
- 1955: The Indian Fighter
- 1955: The Desperate Hours
- 1955–1961: Alfred Hitchcock Presents (tv-serie, acht afleveringen)
- 1955: The Man from Bitter Ridge
- 1955: Run for Cover
- 1956–1967: Lassie (tv-serie, 13 afleveringen)
- 1957: The Guns of Fort Petticoat
- 1957: Band of Angels
- 1957: Decision at Sundown
- 1958: Gunman's Walk
- 1960: Home from the Hill
- 1960: Inherit the Wind
- 1960–1972: Bonanza (tv-serie, 98 afleveringen)
- 1960–1961: Disney-Land (tv-serie, 14 afleveringen)
- 1961: One-Eyed Jacks
- 1961: The Absent-Minded Professor
- 1961: Judgment at Nuremberg
- 1964: Taggart
- 1970: The Liberation of L.B. Jones
- 1970: Chisum
- 1974: The Hanged Man (tv-film)

- Gemeinsame Normdatei: 1197029265
- International Standard Name Identifier: 0000 0000 3932 3959
- Library of Congress Control Number: no92027599
- Virtual International Authority File: 68498087
- WorldCat: E39PBJq6VJxcbHxFx4jBQpFVG3